# Adviesbureau
Een adviesbureau of consultancybureau is een bedrijf waar adviseurs in dienst zijn. Deze adviseurs worden ingehuurd door andere partijen om daar adviezen te geven. Dit kan zijn op technisch, organisatorisch, juridisch, financieel of wetenschappelijk-inhoudelijk (ecologie, bodem, erfgoed, etc.) gebied.
Het verschil tussen een adviesbureau en een interim management of detacheringsbureau is dat adviseurs of consultants werken op projectbasis en een vooraf afgesproken concreet resultaat of oplossing opleveren. Interim management bureaus leveren tijdelijk personeel voor een veelal vooraf overeengekomen inspanning en periode. Veelal hebben deze interim-managers ook een bepaalde (tijdelijke) lijnverantwoordelijkheid. Detacheringsbureaus leveren (slimme) "handjes" die zich, onder leiding van de (gedelegeerde) opdrachtgever inspannen en werkzaamheden uitvoeren.

## Indeling
De adviesbureaus zijn in te delen naar verschillende vakgebieden:
- Juridische dienstverlening. Hier vallen juridische adviezen onder van advocaten, rechtshulpbureaus, consumentenorganisaties, enz. Bij deze adviesbureaus werken vooral juristen.
- Financieel-economische dienstverlening. Dit betreft advisering over financieel-administratieve processen, over investeringsbeslissingen, fusies en overnames, enz. Bij deze adviesbureaus werken vooral bedrijfseconomen en accountants
- Dienstverlening voor management en bedrijfsvoering, meestal organisatieadvies genoemd. Bij deze adviesbureaus werken vooral bedrijfskundigen.
- Technische dienstverlening. Dit betreft adviezen van ingenieursbureaus op het gebied van civiele techniek, weg en waterbouw en bouwkunde, werktuigbouw, procestechniek, elektrotechniek, maar ook technische installaties zoals koelinstallaties. Bij deze adviesbureaus werken vooral ingenieurs.
- Informatietechnologie. Dit betreft advisering over alles wat met ICT te maken heeft. Bij deze adviesbureaus werken vooral informatici.

Naast deze grote vakgebieden kan een adviesbureau zich op vrijwel alles richten waar behoefte is aan specialistisch kennis en advies. Voorbeelden zijn: architectenbureau, adviesbureau voor stedebouwkunde, voor planologische beleidsadvisering, voor archeologie, voor bouwhistorie en erfgoed, voor tuin- en landschapsarchitectuur,  voor natuur- & landschapsbeheer, voor reclame, huisstijl en marketing, voor verkeer en vervoer, wetenschappelijk adviesbureau, psychologisch adviesbureau, pedagogisch adviesbureau, enz.

## Kritiek
In hun boek De consultancy industrie (2023) stellen Mariana Mazzucato en Rosie Collington: De adviesbureaus wekken ten onrechte de indruk objectieve expertise aan te bieden. Heel veel belastinggeld vloeit naar de adviessector, maar de toegevoegde waarde is twijfelachtig.